# Mom's Got a Date with a Vampire
Mom's Got a Date with a Vampire (no Brasil, Mamãe Saiu Com Um Vampiro; em Portugal, A Mãe Namora Com Um Vampiro) é um telefilme norte-americano original do Disney Channel, foi lançado em uma sexta-feira, 13 de Outubro de 2000.

## Sinopse
Adam e seu melhor amigo têm ingressos para o melhor show do ano, no dia em que a irmã dele, Chelsea, marcou de sair com o garoto mais lindo da escola. O problema é que os dois irmãos estão de castigo. Para burlar a lei da mãe durona e divorciada, eles arrumam um encontro para ela. Só que quando o misterioso Dimitri chega, eles têm certeza de que é um vampiro.

## Elenco
- Caroline Rhea como Lynette Hansen
- Matt O'Leary como Adam Hansen
- Laura Vandervoort como Chelsea Hansen
- Myles Jeffrey como Taylor Hansen
- Charles Shaughnessy como Dimitri Denatos
- Robert Carradine como Malachi Van Helsing
- Jake Epstein como Duffy
- J. Adam Brown como Boomer